# کوزوو در المپیک تابستانی ۲۰۱۶
کوزوو از ۵ تا ۲۱ اوت ۲۰۱۶ میلادی در بازی‌های المپیک تابستانی ۲۰۱۶ ریو دو ژانیرو شرکت داشت. این نخستین بار بود که کوزوو توانست مجوز حضور مستقل در بازی‌های المپیک را پس از عضویت در کمیته بین‌المللی المپیک (IOC) در دسامبر ۲۰۱۴ بدست آورد.
صربستان به حضور کوزوو در کمیته بین‌المللی المپیک معترض شده و رسماً کوزوو را یکی از استان‌های خودمختار خود می‌داند. اما صربستان با توجه به اثرات مضر خروج یوگسلاوی در سال ۱۹۹۲ تصمیم گرفت المپیک ریو را تحریم نکند. کوزوو در حال حاضر به عنوان یک دولت توسط 109 عضو سازمان ملل متحد به رسمیت شناخته شده‌است.
مایلیندا کلمندی (جودوکار زن کوزوو-آلبانیایی) نخستین برنده مدال طلا برای کوزوو بوده‌است.

## مدال آوران
| مدال | نام             | ورزش | رویداد          | تاریخ |
| ---- | --------------- | ---- | --------------- | ----- |
| طلا  | مایلیندا کلمندی | جودو | زنان ۵۲ کیلوگرم | ۷ اوت |

## دو و میدانی
دوندگان کوزوو در مقدماتی
| ورزشکار        | رویداد        | مقدماتی | مقدماتی | نیمه نهایی | نیمه نهایی | نهایی  | نهایی  |
| ورزشکار        | رویداد        | نتیجه   | رتبه    | نتیجه      | رتبه       | نتیجه  | رتبه   |
| -------------- | ------------- | ------- | ------- | ---------- | ---------- | ------ | ------ |
| موسی حیدری     | مردان ۸۰۰ متر | ۱:۴۸٫۴۱ | ۷       | حذف شد     | حذف شد     | حذف شد | حذف شد |
| Vijona Kryeziu | زنان ۴۰۰ متر  | ۵۴٫۳۰   | ۷       | حذف شد     | حذف شد     | حذف شد | حذف شد |

## دوچرخه سواری

### جاده
کوزوو دعوت نامه حضور یک دوچرخه سوار در بخش جاده را از کمیسیون سه جانبه دریافت نمود.
| ورزشکار     | رویداد     | زمان              | رتبه              |
| ----------- | ---------- | ----------------- | ----------------- |
| قندریم گوری | جاده مردان | به خط پایان نرسید | به خط پایان نرسید |

## جودو
کوزوو دارای دو واجد شرایط برای حضور در اوزان جودو بود. نورا گیاکوا و مایلیندا کلمندی که قبلاً به نمایندگی از آلبانی در المپیک سال ۲۰۱۲ لندن حضور داشتند و در میان رنکینگ ۱۴ نفره زنان IJF در می ۲۰۱۶ حضور داشتند.
| ورزشکار         | رویداد      | در ۳۲ نفره               | در ۱۶ نفر                   | یک چهارم نهایی             | نیمه نهایی                   | شانس مجدد          | نهایی / برنز               | نهایی / برنز       |
| ورزشکار         | رویداد      | نتیجه                    | نتیجه                       | حریف نتیجه                 | حریف نتیجه                   | حریف نتیجه         | حریف نتیجه                 | رتبه               |
| --------------- | ----------- | ------------------------ | --------------------------- | -------------------------- | ---------------------------- | ------------------ | -------------------------- | ------------------ |
| مایلیندا کلمندی | زنان −52 kg | استراحت                  | تسچوب (SUI) · W 100–000     | لگنتیل (MRI) · W 000–000 S | ناکامورا (JPN) · W 000–000 S |                    | جیوفریدا (ITA) · W 001–000 | 1st                |
| نورا گیاکوا     | زنان −57 kg | آماریس (COL) · W 100–000 | کاپریوریو (ROM) · L 000–002 | به این مراحل نرسید         | به این مراحل نرسید           | به این مراحل نرسید | به این مراحل نرسید         | به این مراحل نرسید |

## تیراندازی
کوزوو دعوت نامه‌ای از کمیسیون سه جانبه برای ارسال شخصی جهت حضور در مسابقه تیراندازی با تفنگ بادی ۱۰ متر زنان دریافت نمود.
| ورزشکار     | رویداد                | صلاحیت | صلاحیت | نهایی  | نهایی |
| ورزشکار     | رویداد                | امتیاز | رتبه   | امتیاز | رتبه  |
| ----------- | --------------------- | ------ | ------ | ------ | ----- |
| اوراتا راما | زنان ۱۰ متر تفنگ بادی | ۴۰۲٫۳  | ۴۸     | نرسید  | نرسید |

## شنا
| ورزشکار    | رویداد                | گرما       | گرما | نیمه نهایی | نیمه نهایی | نهایی | نهایی |
| ورزشکار    | رویداد                | زمان       | رتبه | زمان       | رتبه       | زمان  | رتبه  |
| ---------- | --------------------- | ---------- | ---- | ---------- | ---------- | ----- | ----- |
| لوم ژاولی  | مردان ۵۰ متر آزاد     | ۲۴٫۵۳      | ۵۷   | نرسید      | نرسید      | نرسید | نرسید |
| ریتا زقیری | زنان 100 m backstroke | 1:12.31 NR | ۳۴   | نرسید      | نرسید      | نرسید | نرسید |